# Yitzchok Tuvia Weiss

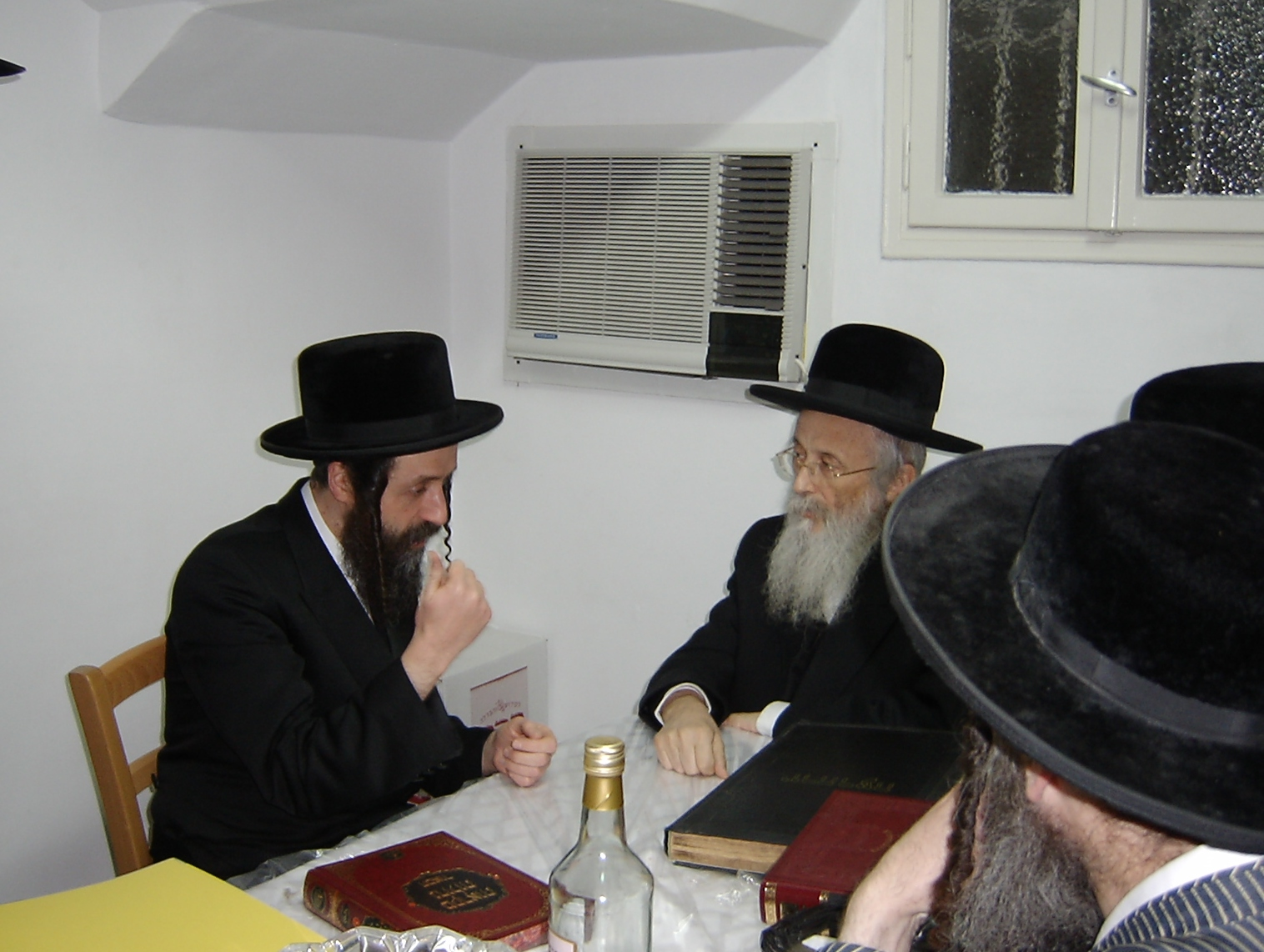
Yitzchok Tuvia Weiss (rechts)

Yitzchok Tuvia Weiss (Hebreeuws: יצחק טוביה וייס) (Pezinok, 26 augustus 1926 – Jeruzalem, 29 juli 2022) was sinds 2003 de opperrabbijn van de charedische (ultraorthodox), Asjkenazisch-Joodse gemeenschap van Jeruzalem.
Hij is een volgeling van de chassidische beweging Satmar en voorzitter van de Edah HaChareidis. Voordat hij deze positie kreeg was hij een van de leden van het rabbinaat van de Israëlitische Orthodoxe Gemeente Machzike Hadas van joods Antwerpen.
Weiss had de Britse nationaliteit.